# Neue Sozialistische Partei
Die Neue Sozialistische Partei (jap. 新社会党 Shinshakaitō, englisch New Socialist Party) ist eine kleine politische Partei in Japan, die 1996 bei der Umwandlung der Sozialistischen Partei Japans (SPJ) in die Sozialdemokratische Partei (SDP) als linke Abspaltung entstand. An der Gründung beteiligten sich zwei Abgeordnete im Abgeordnetenhaus (Unterhaus) und drei im Rätehaus (Oberhaus). Seit den Wahlen von 1996 und 1998 ist sie nicht mehr im nationalen Parlament vertreten, stellt aber Abgeordnete in einigen Gemeindeparlamenten und (Stand 2023) einen Präfekturparlamentsabgeordneten in Kumamoto.
Die Sozialistische Partei hatte bereits in den 1980er Jahren einige ihrer radikalen Positionen abgeschwächt. In der Anti-LDP-Koalition unter Morihiro Hosokawa und der großen Koalition mit der Liberaldemokratischen Partei (LDP) im Kabinett Murayama war sie ab 1993 zu Kompromissen gezwungen und verlor Mitglieder und Anhänger an andere Parteien. Viele Bereiche wie die Sicherheitspolitik – das Bekenntnis zu Selbstverteidigungsstreitkräften und Sicherheitsvertrag –, die Einführung der Einmandatswahlkreise im Unterhaus, die es kleineren Parteien praktisch unmöglich macht Direktmandate zu erringen, und die Energiepolitik entfremdeten vor allem die Anhänger der traditionellen Oppositionslinie des linken Flügels der SPJ. Zum 1. Januar 1996 verließ Osamu Yatabe mit vier Anhängern im Parlament die Partei und gründete die Neue Sozialistische Partei, zunächst unter dem Namen Shinshakaitō – Heiwa Rengō (新社会党・平和連合, „Neue Sozialistische Partei – Friedensliga“). Vier Tage später kündigte der SPJ-Parteivorsitzende Tomiichi Murayama seinen Rücktritt als Premierminister an, nach dessen Vollzug wenige Tage später sich die SPJ in Sozialdemokratische Partei umbenannte. Die SDP setzte die Koalition mit der LDP als kleiner Partner unter Ryūtarō Hashimoto zunächst fort und verlor weitere Mitglieder, vor allem an die im gleichen Jahr gegründete Demokratische Partei. Die Neue Sozialistische Partei konnte vom „Ausbluten“ der SDP aber nicht profitieren, und bei den Wahlen im Oktober verlor sie mit Tatsukuni Komori und Hiromi Okazaki ihre gesamte Vertretung im Unterhaus. Landesweit erhielt sie weniger als zwei Prozent der Stimmen bei der Verhältniswahl, die höchsten Anteile in den Verhältniswahlblöcken Hokkaidō (3,8 %) und Chūgoku (3,4 %). 1998 wurden auch die drei Oberhausmitglieder der NSP Osamu Yatabe (Ibaraki), Kimiko Kurihara (Hiroshima) und Tetsuo Yamaguchi (Verhältniswahl) abgewählt. Auch bei späteren nationalen Wahlen konnte die Neue Sozialistische Partei keine Erfolge erzielen. Für die Sangiin-Wahl 2007 trat sie gemeinsam mit dem „grünen Tisch“ im Wahlbündnis 9-jō Net („Netzwerk Artikel 9“) bei der Verhältniswahl an, das landesweit nur 0,46 % der Stimmen erhielt. In den Wahlen 2009 und 2010 verzichtete sie auf landesweite Nominierungen.
Zu den Kernforderungen der Partei gehören die Bewahrung der „Friedensverfassung“, demilitarisierte Neutralität und ein „demokratischer, neuer Sozialismus“ (民主的な新しい社会主義, minshu-teki na atarashii shakai-shugi), der sich vom Sozialismus nach sowjetischem Modell und von der „Sozialdemokratie, die die Anwendung […] militärischer Gewalt billigt“ (…軍事力の行使を是認する社会民主主義), unterscheiden soll.

## Parteivorsitzende
- 1996–2002 Osamu Yatabe
- 2002–2005 Tatsukuni Komori
- 2005–2011 Kimiko Kurihara
- 2011–2017 Yoshihiro Matsueda
- seit 2017 Hiromi Okazaki